# (15506) Preygel
(15506) Preygel ist ein Hauptgürtelasteroid. Er wurde am 9. September 1999 von der LINEAR in Socorro entdeckt.
Der Asteroid ist nach Anatoly Preygel (* 1985) benannt, einem Finalisten des Intel Science Talent Search 2003, einem Forschungswettbewerb für ältere Oberschüler.